# Скептицизам
Скептицизам је генерално упитни став или сумња према једној или више ставки претпостављеног знања или веровања или догме. Често се усмерава на домене, као што су наднаравно, моралност (морални скептицизам), теизам (скептицизам према постојању Бога) или знање (скептицизам према могућности сазнања или извесности). Формално се скептицизам као тема јавља у контексту филозофије, посебно епистемологије, иако се може применити на било коју тему као што су политика, религија и псеудонаука.
Скептицизам је одговоран за многе важне догађаје у науци и филозофији. Такође је инспирисао неколико савремених друштвених покрета. Религијски скептицизам се залаже за сумњу у вези са основним религијским принципима, као што су бесмртност, провиђење и откровење. Научни скептицизам се залаже за тестирање веровања на поузданост, подвргавајући их систематском истраживању коришћењем научног метода, како би се открили емпиријски докази за њих.

## Дефиниција и семантичко поље
Скептицизам (од грчког 'σκέπτομαι' skeptomai, тражити, размишљати или трагати) односи се на сумњичав став према тврдњама о знању. Дакле, ако је особа скептична према тврдњама своје владе о рату који је у току, онда особа сумња да су те тврдње тачне. Или бити скептичан да ће нечији омиљени хокејашки тим освојити првенство значи да особа није сигурна у снагу свог учинка. Скептицизам о тврдњи имплицира да се не верује да је дата тврдња истинита. Али из тога не следи аутоматски да треба веровати и да је тврдња лажна. Уместо тога, скептици обично препоручују неутралан став: уверења о овој ствари треба суспендовати. С тим у вези, скептицизам о тврдњи се може дефинисати као теза да је „једини оправдан став у односу на [ову тврдњу] суспензија пресуде“. Често је мотивисан утиском да се у то особа не може бити сигурна. Ово је посебно релевантно када постоје значајна неслагања стручњака. Скептицизам је обично ограничен на тврдњу или поље истраживања. Дакле, верски и морални скептици имају сумњив став о верским и моралним доктринама. Али неки облици филозофског скептицизма су шири по томе што одбацују сваки облик знања.
Неке дефиниције, често инспирисане античком филозофијом, виде скептицизам не само као став, већ и као начин живота. Ово се заснива на идеји да је одржавање скептичног става сумње према већини животних брига некако супериорније у поређењу са животом у догматској сигурности, на пример, зато што таква скептична особа има више среће и унутрашњег мира или зато што је морално боља. У савременој филозофији, с друге стране, скептицизам се често не схвата ни као став ни као начин живота, већ као теза: теза да знање не постоји.
Скептицизам је везан за различите појмове. Понекад се поистовећује са агностицизмом и релативизмом. Међутим, постоје мале разлике у значењу. Агностицизам се често уже схвата као скептицизам према религиозним питањима, посебно о хришћанској доктрини. Релативизам не пориче постојање знања или истине, али сматра да су они релативни у односу на особу и да се разликују од особе до особе, на пример, зато што следе различите когнитивне норме. Супротност скептицизму је догматизам, који подразумева став извесности у виду неупитног веровања. Сличан контраст се често повлачи у односу на слепу веру и лаковерност.

## Филозофија
Скептицизам је филозофска оријентација у оквиру хеленистичко-римске филозофије. Њено појављивање везано је уз филозофа Пирона и његове ближе, или касније, следбенике као што су Тимон, Енесидем, Агрипа, Секст Емпирик и други. Овој је мисаоној оријентацији врло блиска филозофија тзв. Средње академије (оснивач Аркесилај) и Новије академије (оснивач Карнеад).
Становиште ове филозофске школе почива на тематски вођеној свести која се негативно изражава о могућности да се истина докучи чулним или мисаоним начином. То становиште не треба мешати са скептичким поставкама које се у филозофији појављују и знатно пре. Скептички став у филозофији је веома стар. Сами су пироносвки скептичари тврдили да је и Хомер скептичар, јер „о истим стварима говори на супротан начин“. Скептичку страну мишљења откривају они и код Ксенофана, Парменида, Хераклита, Платона, академичара и софиста. Протагора је тврдио да се о свакој ствари могу изрећи два супротна мишљења. Уопште, свака филозофија која следи идеју дијалектике, садржи у себи скептички моменат како негативну страну дијалектичког мишљења.
Хеленистичко-римски скептицизам, по свом оснивачу Пирону познат као пиронизам, потиче на критичком држању филозофске свести, које је усмерено против хеленистичког филозофског догматизма стоичке и епикурејске филозофије. Она рационално аргументује против објективности чулних и разумских знања, сводећи их на нешто просто субјективно, на привиђање. Настоји он да све што је одређено и коначно покаже као несигурно и колебљиво. Тиме поништава све што важи као истинито и бивствујуће. Ствари су променљиве. Стално показују властита противречја, тако да њихово постојање није нешто истинито. Скептичка свест себи самој полаже рачуна о ништавности оно што се утврђује као истинито. Та свест је култивисана филозофска свест која негативним дијалектичким кретањем увиђа неистинитост онога чулнога и замишљенога. Не може се она уобличити у филозофски систем, нити то жели.
Скептицизам се обично одређује као филозофско учење о сумњи. Ипак, скептицизам није становиште сумње. Појам сумње упућује на неизвесност, неодређеност и неодлучност. Филозофија скептицизма није филозофија сумње. Напротив, она се гради на сигурности става о томе да чулна и мисаона спознаја не воде нужно истини. У својој сумњи, ова је филозофија сигурна у неистинитост људске спознаје. Скептичари ипак знају да би њихово проглашавање властите сигурности за истину противуречило целом њиховом ставу. Стога је то сигурност схваћена као субјективна, те може донети спокојство и непомућеност душе. Скептицизам је тражење, истраживање (грч. скепееин - тражити, истраживати, скептикос — или зелетикос — онај који тражи, истражује, разматра).
Смисао скептицизма садржан је у ставу уздржавања од суђења. Уздржавањем треба да се уклони све што се сматра истинитим, све што бивствује и што се узима као одређено (афирмативно). Резултати чулне и мисаоне спознаје проблематични су. Уздржавање доводи до непоколебљивости, непомућености душе (атараксија). Сврха уклањања свега што се сматра истинитим није у томе да све буде поколебано, да би човек изгубио ослонац. Напротив, скептичари сматрају да се ослонац губи везивањем човека за оно што сматра истином. То истинито увек се показује као привид. Зато човек мора губити сваки ослонац у чулном и мисаоном свету. Оба су сама по себи колебљива и променљива. Пироновски скепсис то истинито сматра оним што нема вредности. Човек се мора од њега одвезати да би у властитој самосвести одржао душевну равнотежу и спокојство. Променљивост и немирност предмета доноси немир душе. Скепсис треба да ослободи свест од тога немира, да би се у атараксији нашла равнодушна смиреност душе. Животиње поседују такву равнодушност. Човек треба да је постигне умним напором, тј. скептичким ставом према сваком предубеђењу, коначној спознаји, разумским тврдњама.